# 福山市立城西中学校
福山市立城西中学校（ふくやましりつじょうさいちゅうがっこう）は広島県福山市山手町にある男女共学の公立中学校。

## 沿革
- 1980年4月1日 - 福山市立城北中学校の生徒増加対策により同校の学区の一部をもって現在地に開校する。

## 校名の由来
- 福山城跡の西方にあることから。

## 概要
- 福山市山手町の西側の山の中腹にあり、学校は芦田川の土手からも見ることができる。
- 学校は標高70～80mのところに建設されており、学校からの福山市内の眺めも良い。
- 学校の背後（北側）には福山西太陽霊苑がある。更にその北の地下には山陽自動車道山手トンネルがある。
- 学区はかつては田園地帯だったが、1970年代以降山手町については市営住宅や県営住宅の建設、一部地区の区画整理実施により住宅地へと変貌を遂げた。1980年代初頭の福山市立城西中学校と福山市立山手小学校の開校はそれで人口が増加したことに伴うものである。
- 現在の学区は山手橋しか福山市中心部に通じる道路がない、西方（赤坂・松永方面）に抜ける道が未整備のままである、スプロール現象が著しいといった問題を抱えているが、山手橋の架け替えや広島県道378号御幸松永線のバイパスと位置付けられる都市計画街路山手赤坂線が完成すれば新たな展開が期待されるところである。

## 学区
- 特別の事情がない限り福山市立泉・山手両小学校の児童全員が進学することになっている。各小学校の学区は以下の通りである。

福山市立泉小学校区
- 郷分町
- 山手町（住居表示未実施地域の一部）
- 山手町3,4丁目の各一部
- 山手町6,7丁目の各全域

福山市立山手小学校区
- 山手町（住居表示未実施地域の一部）
- 山手町1,2,5丁目の各全域
- 山手町3,4丁目の各一部

総じて福山市郷分・山手両町の全域を学区としている。

## 学区の地理

### 名所・旧跡・観光地
- 旧山陽道…現在は広島県道378号御幸松永線になっている。

### 自然景観
- 芦田川

### 教育機関（小学校以上）
- 福山市立泉小学校
- 福山市立山手小学校
- 広島県立福山高等技術専門校

## アクセス
- 鉄道での最寄駅はJR福塩線備後本庄駅であるが、徒歩だと30分以上かかる。乗り換えの不便さを考えるとJR山陽新幹線・山陽本線・福塩線福山駅でバスに乗り換えたほうが良い。
- バスでは中国バス山郷農協バス停が最寄のバス停になる。但し、そこからでも徒歩になるし、土曜日・日曜日・祝日になると格段に本数が減るので注意が必要である。

## 備考
- 福山市郷分・山手両町を学区とする中学校は実はこの福山市立城西中学校が初めてではない。1948年4月にこの地区を学区とする福山市立第四中学校（初代）が開校したのだが、わずか1年後の1949年4月に福山市立城北中学校と統合して同校の山郷分校になり、1953年に廃校になったのである（福山市立第四中学校はその後名称のみ福山市草戸町に開設された中学校に移り、それは後に福山市立鷹取中学校と改称して現存する）。わずか5年で廃校になった背景には生徒数が思ったほど多くなかったこと（郷分・山手地区は1942年7月1日福山市に編入）や第二次世界大戦末期の1945年8月8日深夜の空襲（福山大空襲）で市街地のほとんどが焦土と化した福山市の復興に多くの費用がかかり、存在効果の少ないものから合理化しようという方針があったことが考えられるが、当時は福山市が広島県東南部最大の都市に成長し、50万人近くまで人口が増加するとは誰も考えていなかったであろうから致し方ない問題だったと言える（こういう例は福山市内では他にもある）。福山市立第四中学校→福山市立城北中学校山郷分校の跡地は現在広島県立福山高等技術専門校の敷地になっているが、跡地を示すものは同校校門脇の小さな看板だけである。
- この福山市立城西中学校開校をもって福山市内に城東・城西・城南・城北と「城+方位」の名称の福山市立の中学校が揃うことになった。